# Un frammento di te
Un frammento di te (きみのカケラ?, Kimi no kakera) è un manga shōnen scritto e disegnato da Shin Takahashi, pubblicato settimanalmente dal 2002 al 2010 sulla rivista Weekly Shōnen Sunday da Shogakukan. I singoli capitoli sono stati raccolti in 9 volumi tankōbon. L'edizione italiana è curata da Panini Comics e pubblicata dal 13 ottobre 2005 al 27 ottobre 2011.

## Trama
Il buio paese di Ikoro è destinato a morire sotto la neve, che cade senza sosta, e strato su strato copre qualsiasi cosa. L'intero regno è cinto da alte mura rocciose impossibili da oltrepassare. Il sole, l'unica cosa in grado di riportare la situazione alla normalità, non si vede più ed è diventato una specie di leggenda in cui ormai nessuno crede. La famiglia reale è allo sfascio, re e regina sono scomparsi e nessuno ha fatto nulla per ritrovarli. Restano solo la principessa Ikoro e il principe Mataku, cieco e totalmente a carico della sorellina. Orde di briganti, che un tempo servivano la famiglia reale, regnano negli strati sotterranei del paese, nel secondo sublivello.

## Personaggi
- Principessa Ikoro: protagonista della storia, ha perso i genitori ed ha dovuto allevare quasi da sola il fratellino cieco. Grazie alla dura disciplina a cui è stata sottoposta durante l'infanzia è molto intelligente e instancabile (dorme solo quattro ore a notte).
- Principe Mataku: fratellino cieco di Ikoro.
- Nonna Sha: non è la nonna di Ikoro, ma una sua domestica. Al contrario però, è lei a dare gli ordini alla piccola.
- Shiro: un ragazzino che sembra aver perso la memoria. Ikoro lo chiama Shiro solo per via dei suoi capelli bianchi.
- Kuro: una specie di pupazzo elettronico in grado di parlare grazie all'intervento di Ikoro. È l'essere più fedele alla principessa alla quale tenta sempre di dare consigli, specialmente sul comportamento.

## Volumi
| Nº | Titolo italiano Giapponese 「Kanji」 - Rōmaji | Data di prima pubblicazione            | Data di prima pubblicazione |
| Nº | Titolo italiano Giapponese 「Kanji」 - Rōmaji | Giapponese                             | Italiano                    |
| 1  | Un frammento di te 1 「きみのカケラ 1」 - Kimi no kakera 1 | 18 gennaio 2003 ISBN 4-09-126611-8     | 13 ottobre 2005             |
| 1  | Trama Ikoro dopo aver come sempre badato al fratello viene derubata della cena in casa propria e nel cercare il colpevole si imbatte in un ragazzo che afferma di non ricordare nulla del proprio passato. Nel frattempo una banda di guerriglieri penetra in casa e picchia Mataku per farsi dire dov'è un fuggitivo entrato secondo loro in quella casa. Ikoro si rende conto che stanno parlando del ladro che aveva trovato e crea un diversivo per far scappare il fratellino. Fugge quindi con il ragazzo, che chiama Shiro per via dei suoi capelli bianchi e inizia così un'avventura che la porterà ai limiti del regno da lei conosciuto alla ricerca del sole. Al collo porta sempre un frammento regalatole dalla madre prima di svanire, ma lo perde durante una lunga caduta nel mondo inferiore.                                                                             |                                        |                             |
| 2  | Un frammento di te 2 「きみのカケラ 2」 - Kimi no kakera 2 | 18 dicembre 2003 ISBN 4-09-126612-6    | 4 novembre 2005             |
| 2  | Trama Dopo aver vagato per le lande innevate del mondo inferiore alla ricerca di una città che scoprono in realtà seppellita dalla neve, Ikoro e Shiro entrano in un tempio in cui una banda di ragazzini (la Resistenza) li minaccia di morte. In uno scontro Ikoro viene successivamente imprigionata con Kuro in una stanza. La Resistenza le rivela per sbaglio che si stanno preparando alla battaglia contro i militari, con cui Ikoro ha già avuto a che fare, per impedire che il "Pesce Gatto" venga lanciato in cielo. Ikoro, liberata da Shiro e successivamente abbandonata, scopre una biblioteca in cui trova il libro del padre, ma viene scoperta e dopo una breve fuga grazie all'aiuto del fido Kuro, viene nuovamente messa con le spalle al muro. Ricompare quindi Shiro che, nel prendere la spada in difesa della principessa, subisce una misteriosa trasformazione. |                                        |                             |
| 3  | Un frammento di te 3 「きみのカケラ 3」 - Kimi no kakera 3 | 6 agosto 2004 ISBN 4-09-126613-4       | 1º dicembre 2005            |
| 4  | Un frammento di te 4 「きみのカケラ 4」 - Kimi no kakera 4 | 18 marzo 2005 ISBN 4-09-126614-2       | 7 gennaio 2006              |
| 5  | Un frammento di te 5 「きみのカケラ 5」 - Kimi no kakera 5 | 18 gennaio 2006 ISBN 4-09-126615-0     | 18 ottobre 2007             |
| 6  | Un frammento di te 6 「きみのカケラ 6」 - Kimi no kakera 6 | 10 agosto 2007 ISBN 978-4-09-120050-1  | 20 maggio 2010              |
| 7  | Un frammento di te 7 「きみのカケラ 7」 - Kimi no kakera 7 | 16 ottobre 2009 ISBN 978-4-09-122047-9 | 30 settembre 2010           |
| 8  | Un frammento di te 8 「きみのカケラ 8」 - Kimi no kakera 8 | 18 gennaio 2010 ISBN 978-4-09-122227-5 | 27 gennaio 2011             |
| 9  | Un frammento di te 9 「きみのカケラ 9」 - Kimi no kakera 9 | 16 luglio 2010 ISBN 978-4-09-122473-6  | 27 ottobre 2011             |